# Леджінов Церен Леджіновіч
Церен Леджіновіч (Олцоновіч) Леджінов (1910 р., Кетченер-Шебенеровський аймак, Ікіцохурівський улус, (нині Яшкульський район, Калмикія), Астраханська губернія, Російська імперія - 3.02.1942., Еліста, Калмицька АРСР, РРФСР) -  калмицький поет, перекладач, автор першої одноактної калмицької опери Җирhл («Щастя»).

## Біографія
Рано втративши своїх батьків, Церен Леджінов виховувався в дитбудинку. Після закінчення робітфаку працював редактором районної газети.
У 1936 році Церен Леджінов вступив до Ленінградського інституту журналістики. Незабаром був змушений залишити навчання через хворобу і повернутися в Елісту.
У 1942 році Церен Леджінов помер після тривалої хвороби.

## Творчість
У 1931 році Церен Леджінов опублікував перші вірші в газеті «Таңhчин зәңг» («Обласні вісті»). У 1932 році в калмицькому книжковому видавництві вийшла перша збірка віршів "Велика перемога". Церен Леджінов публікував вірші в калмицькій періодичній  пресі.
Церен Леджінов займався перекладами на калмицьку мову віршів О.С. Пушкіна, Т.Г. Шевченка, М.Ю. Лермонтова. Переклав уривки з "Слово о полку Ігоревім" « Давида Сасунського».

## Твори
- Велика перемога, Вірші, 1932 р .;
- Збірка віршів, 1934 р .;
- Сила, Вірші та пісні, 1934 р .;
- Вітчизна, Вірші, пісні і поеми, 1939 р .;

## Джерело
- Джімгіров М. Е., Письменники радянської Калмикії, Калмицьке книжкове видання, Еліста, 1966, стр. 125—129